# Schweich (Luxemburg)
Schweich (en luxemburguès: Schweech; en alemany:  Schweich) és una vila de la comuna de Beckerich, situada al districte de Diekirch del cantó de Redange. Està a uns 19 km de distància de la ciutat de Luxemburg.